# 国际生物多样性计划
国际生物多样性科学计划(Diversitas, 拉丁语中指“多样性”)是一项旨在整合生物多样性科学，以造福人类的国际研究项目。2014年12月，它与“未来地球”计划整合。未来地球计划由全球可持续发展科技联盟主办，参与者还包括：国际科学理事会(ICSU)，国际社会科学理事会(ISSC)，贝尔蒙特论坛基金会，联合国教科文组织(UNESCO)、联合国环境规划署(UNEP)，联合国大学(UNU)和世界气象组织(WMO)。

## 任务[1]
生物多样性支撑着地球的生命维持系统。自然和人工的生态系统都提供重要的生态服务，如食品和纤维的生产、碳储存、气候调节功能和娱乐消遣的可能。该项目旨在解决由生物多样性和生态系统服务的损失导致的复杂科学问题，并为这场危机提供科学的解决方案。 
作为生物多样性的国际科学项目，该项目具有双重使命： 
- 发展、促进和指导整合了生物学、生态学和社会学的生物多样性科学;
- 为保护地球的多样性的决策提供可靠的科学基础，以促进人类福祉和消除贫困。

该计划通过以下方式完成其任务:
- 建立在生物多样性研究领域世界领先的科学家之间的综合交流网络，以解决各种生物多样性问题;
- 通过国家和学科之间的科学家交流，产生新的知识;
- 综合新的生物多样性知识，解决全球科学的首要问题;
- 确保生物多样性科研群体在全球范围与政策和决策制定者们一起合作，特别是在相关国际公约的制定方面;
- 培养世界各地的年轻科学家，以加强生物多样性研究的科研实力。

国际秘书处设在法国巴黎(由法国国家自然历史博物馆主持（MNHN , Muséum National d'Histoire Naturelle ))，而各项核心项目则遍布世界各地。

## 历史[1]

### 第一阶段(1991 - 2001年):生物多样性在全球范围内得到关注
1991年，Diversitas由三个国际组织——联合国教科文组织(UNESCO)、环境问题科学委员会(SCOPE)和生物科学国际联盟(IUBS)——共同建立，以解决由全球生物多样性损失带来的复杂科学问题。该倡议的目标，是为科研项目建立一个国际性的、非政府性的总体规划。 
1996年，该项目加入了两个赞助方：国际科学理事会(ICSU)和国际微生物学会联合会(IUMS)。 
第一个十年的关键发现综合发表在一系列的著作中，并为该项目和国际地圈生物圈计划(IGBP)的实验和理论研究奠定了基础。这些发现也促成了由世界资源研究所（WRI，World Resources Institute）发起的全球生物多样性评估计划，以及1992年通过的《生物多样性公约》，这同时也是Diversitas的谅解备忘录。

### 第二阶段(2002 - 2011):生物多样性科学国际框架
2001年，该项目组织了一场由其利益相关者参加的国际协商会，以启动该项目的第二阶段。这次协商的结论有利于启动第二阶段，而在第二阶段，项目将会加强一体化、跨学科和政策相关的发展趋势。 
《新科学计划》于2002年出版。九个项目被建立以实施这一计划，包括探索-观察-分析的科研模式，以及生物多样性和相关生态系统服务方面最重要的科学问题的信息共享：
- 全球入侵物种计划(GISP, Global Invasive Species Programme)——旨在预防和管理入侵物种
- 全球山地生物多样性评估(GMBA, Global Mountain Biodiversity Assessment) ——旨在探索和了解山地生物多样性
- bioGENESIS——旨在为生物多样性科学提供一个进化生物学框架
- bioDISCOVERY——旨在评估、监测和预测生物多样性变化
- ecoSERVICES——旨在探索生物多样性、生态系统功能和服务之间的联系
- bioSUSTAINABILITY——旨在建立适应性的生态服务管理系统
- agroBIODIVERSITY——旨在讨论可持续农业生态系统中的生物多样性问题
- ecoHEALTH——旨在探索生物多样性与新出现的传染病之间的联系
- freshwaterBIODIVERSITY——旨在讨论可持续淡水生态系统中的生物多样性问题

除了这些科学项目，该项目还大力支持地球系统科学伙伴关系(ESSP)的建设。ESSP致力于对地球系统，它变化的方式及其对全球和地区可持续发展的影响，进行整合研究。在第二阶段，该项目继续为政策论坛和《生物多样性公约》(CBD)服务。2005年10月，Diversitas在墨西哥的瓦哈卡州组织了它的首次科学会议。在会议上，科学界重申其对建立一个包含政府间交流的生物多样性科学小组(参见 生物多样性科学知识国际机制(IMoSEB，International Mechanism of Scientific Expertise on Biodiversity))的支持。2009年10月，在南非的开普敦召开了第二次开放性科学会议；开普敦会议吸引了来自70个国家的700名科学家和政策制定者，他们代表了生物多样性科学和政策的许多方面。

### 第三阶段(2012 - 2020年)：可持续性发展的星球，生物多样性和生态系统服务科学
自2009年中期以来，鉴于生物多样性科学政策发展形势的变化，Diversitas开始回顾往期工作，并对《2002年科学计划》进行修订。《新科学计划》于2012年出版。目前，Diversitas正在积极参与以下项目:
- 建立全球生物多样性观测系统——地球与生物多样性观测网络(GEO BON， Group on Earth Observations - Biodiversity Observation Network)。GEO BON是地球观测系统(GEO, Group on Earth Observations)主持下的全球观测系统(GEOSS, Global Earth Observation System of Systems)的生物多样性相关组成部分。
- 2012年4月启动的关于生物多样性和生态系统服务政府间科学政策平台(IPBES, Intergovernmental Science-Policy Platform on Biodiversity and Ecosystem Services)的磋商
- 一项新的面向可持续发展的科学计划——未来地球的启动；在里约热内卢+20会议（RIo+20）上正式启动。
- 2012年的全球压力会议
- 2012年的RIo+ 20会议。